# Margareta Lindberg
Margareta Lindberg Sigfrid, född 24 augusti 1945 i Umeå men uppvuxen i Örnsköldsvik, är en svensk författare. Hon har även arbetat som konsult inom projektstyrning och ledarutveckling. 

## Musikteatrar och pjäser
- 1993 – Ulla min Ulla
- 1993 – Luciamorgon från Wira
- 1998 – Från baktid till framtid
- 1999 – Spara och Slösa
- 2001 – La Mouche
- 2002 – Eken Stockholm 750 år (I huvudrollerna: Theo Thermaenius, Hamadi Khemiri, Josef Törner. Spelades på Stockholms Stadsteaters Stora scen.)

## Priser och utmärkelser
- 1988 – BMF-Barnboksplaketten för Oskar i Paradiset